# South African Open 1980
Il South African Open 1980 è stato un torneo di tennis giocato sul cemento. È stata la 4ª edizione del torneo che fa parte del Volvo Grand Prix 1980. Il torneo si è giocato a Johannesburg in Sudafrica dal 25 novembre al 2 dicembre 1980.

## Campioni

### Singolare maschile
Kim Warwick ha battuto in finale  Fritz Buehning con il punteggio di 6–2, 6–1, 6–2

### Doppio maschile
Robert Lutz /  Stan Smith hanno battuto in finale  Heinz Günthardt /  Paul McNamee con il punteggio di 6–7, 6–3, 6–4